# Ligatures arabes
Les ligatures de l'alphabet arabe sont les variations que les lettres et groupes de lettres de ce système d'écriture peuvent subir régulièrement, en fonction des lettres qui les entourent dans l'écriture.
L'écriture arabe s'est historiquement développée sous la forme d'une cursive, dont les lettres étaient la plupart du temps liées. De ce fait, et contrairement au cas des alphabets occidentaux, les lettres d'un texte ne sont généralement pas rendues par des glyphes séparés et invariables, mais sont en règle générale liées ; et le glyphe qui les représente peut alors dépendre très fortement du contexte.

Ligature « sīn-ḥāʾ » (ـسحـ).

## Liaisons et formes de lettres
Les lettres de l'alphabet arabe peuvent prendre quatre formes souvent différentes, suivant qu'elles sont isolées, liées à celle qui précède, à celle qui suit, ou aux deux.
Dans l'écriture arabe, deux lettres liées le sont par une liaison généralement horizontale, la « Kashida » (persan : کشیده), laquelle peut être plus ou moins allongée en fonction des besoins de la justification. De ce point de vue, il n'est pas tout à fait correct de décrire l'écriture arabe comme simplement formée de lettres qui peuvent être liées ou pas : entre deux lettres d'un mot il y a toujours un trait inter-lettre, cette « Kashida », qui peut être absente lorsque la première lettre ne se lie pas à la suivante, ou que la seconde lettre ne se lie pas à la précédente ; mais qui doit être tracée sinon.
À l'origine, l'alphabet arabe n'avait pas de telles variantes, qui sont nées des déformations impliquées par la graphie cursive, laquelle procède par des adaptations liées à la nécessité de ne pas lever le calame pour ne pas interrompre le trait. De simples variantes non pertinentes, les allographes ont ensuite acquis le statut de formes normées et obligatoires. On peut illustrer cela par le tracé d'une lettre, hāʾ (l'arabe se lit de droite à gauche).

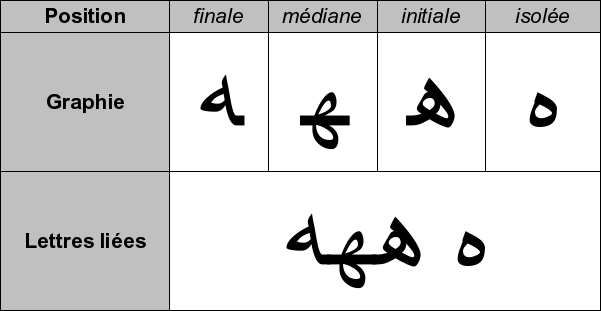
Variantes de hāʾ

 Le processus ayant mené à la différenciation des allographes est ici très clair et dépend entièrement de la nécessité de ne pas lever le calame : 
- la forme fondamentale est celle de la graphie isolée : le calame trace une simple boucle fermée ;
- lorsque la lettre apparaît en début de mot, le tracé commence comme pour une boucle mais ne peut se terminer une fois la boucle fermée : il doit repartir vers la gauche pour permettre la jonction avec la lettre suivante, d'où la boucle à l'intérieur de la première boucle, restée plus ou moins inachevée (certains scripteurs la ferment moins que dans l'image présentée ici) ;
- en milieu de mot, il n'est pas possible de tracer une boucle simple sans interrompre le trait. De la même manière que l'on trace un f cursif dans l'alphabet latin, on procède à une double boucle. On aurait pu se contenter d'une boucle ne partant pas vers le bas, mais une telle graphie représentait déjà une autre lettre ;
- en fin de mot, la boucle est simplement reliée à la lettre précédente.

L'apprentissage des allographes de chaque lettre peut sembler difficile. En fait, il est grandement facilité si l'on garde à l'esprit qu'il ne s'agit que de respecter la contrainte de la cursivité : toutes les lettres (sauf six) d'un même mot doivent être liées et le trait doit revenir au niveau de la ligne de base pour permettre l'enchaînement. Il n'est donc pas possible de finir une lettre liée en haut ou en bas de cette lettre. La lettre ǧīm le montre clairement :

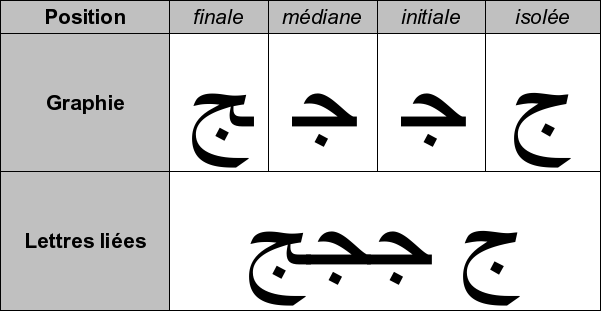
Variantes de ǧīm

Alors que la lettre est terminée, dans sa graphie fondamentale, par une large boucle basse ouverte revenant vers la gauche, cette boucle doit nécessairement être annulée dans les graphies liées pour permettre la jonction. Il ne reste donc que la partie supérieure de la lettre. Il n'est en effet possible ni de continuer le trait plus bas que la ligne d'écriture ni de continuer à écrire sous cette lettre. On aurait sinon pu imaginer que la boucle fût fermée pour repartir à droite. On remarque que les graphies initiale et médiane sont identiques : aucune adaptation supplémentaire n'est en effet nécessaire. Enfin, la graphie finale n'est qu'une forme reliée à ce qui précède de la graphie fondamentale, la boucle pouvant réapparaître.

## Variantes contextuelles de base
Si l'on fait abstraction de ce tracé de liaison entre glyphes, et si l'on fait également abstraction des légères variations de tracé dues à cette liaison, les lettres de l'alphabet arabe peuvent se regrouper en trois catégories : les lettres dont le ductus est invariable, celles dont le ductus présente quatre variantes, et la majorité qui ne présentent que deux formes.

## Ligature linguistique
Comme ligature linguistique (c'est-à-dire dont l'omission serait une faute d'orthographe), l’arabe ne connaît que la ligature lām-ʾalif. Lorsqu'un ل (lām) est suivi d'un ا (ʾalif), il faut remplacer l'ensemble des deux lettres par la ligature لا.
| Formes contextuelles | Formes contextuelles | Formes contextuelles | Formes contextuelles | Nom       |
| Finale               | Mediale              | Initiale             | Isolée               | Nom       |
| -------------------- | -------------------- | -------------------- | -------------------- | --------- |
| ﻼ                    | ﻼ                    | ﻻ                    | ﻻ                    | lām-ʾalif |

## Ligatures optionnelles

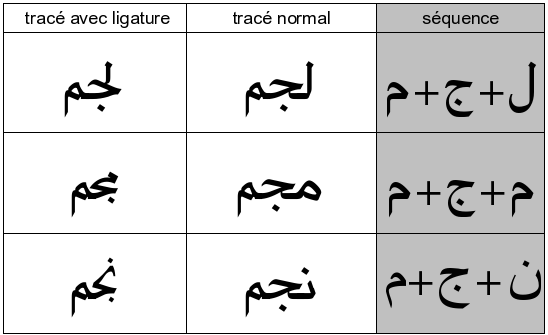
Ligatures esthétiques arabes

Ligature « sīn-mīm » (ـسمـ).

L’alphabet arabe connaît des « ligatures esthétiques ». Celles-ci sont optionnelles et se rencontrent surtout dans des compositions soignées. Ces ligatures ne doivent pas être confondues avec les variantes contextuelles ou la ligature linguistique lām-ʾalif (voir plus haut), lesquelles sont toutes deux obligatoires. Voici ci-contre quelques ligatures possibles. L’arabe s’écrit de droite à gauche ; dans le tableau, les ligatures concernent, dans l’ordre, les lettres lām, mīm et nūn formant ligature avec un ǧīm. Pour des raisons de lisibilité, on a ajouté un mīm final, qui ne fait pas partie de la ligature.
De telles ligatures esthétiques ne portent que sur le squelette des glyphes, le rasm, et sont indépendantes des points diacritiques et des éventuelles indications de redoublement et de voyelles, qui sont ajoutés à la suite du tracé de ce squelette (ce qui entraîne parfois des difficultés pour les positionner de manière non ambigüe).
Les ligatures esthétiques ont souvent pour effet de décaler vers le bas la ligne d'écriture. La convention étant que la ligne d'écriture doit servir de base à la dernière lettre du mot, une ligature esthétique conduit en pratique à élever la ligne d'écriture pour le début du mot.
L'exemple le plus évident est celui des lettres de type ḥāʾ (ـحـ), qui se lient avec la lettre précédente, ce qui en écriture courante se fait à la base de la lettre. En ligature esthétique, la liaison se fait au sommet de la lettre, laquelle se traduit alors par un large retour en arrière. Le même phénomène se produit pour la lettre mīm (ـمـ) qui se traduit par une petite boucle lorsque la liaison se fait par le sommet. La liaison avec le mīm suivant se fait par le haut derrière un caractère de type ḥāʾ (حـ), ʿayn (عـ), fāʾ (فـ), kāf (كـ), mīm et hāʾ (هـ).
Ces ligatures sont optionnelles, dans le sens où elles peuvent être employées ou non, suivant les besoins de l'esthétique ou ceux de la justification du texte.

Sans ligatures.
Avec ligature « mīm-ḥāʾ ».
Avec ligature « mīm-ḥāʾ-mīm ».
Forme compacte ligaturée en style nastaliq.

Comme le montre l'exemple ci-dessus, le positionnement de signe diacritique peut poser un problème lorsque les lettres sont ainsi liées par une liaison verticale : dans l'écriture de « Muḥammad », le signe de redoublement est normalement positionné au-dessus du deuxième mīm, mais avec la ligature mīm-ḥāʾ-mīm on ne peut pas réellement distinguer cette orthographe d'avec un redoublement du ḥāʾ précédent.

## Règles calligraphiques et typographiques

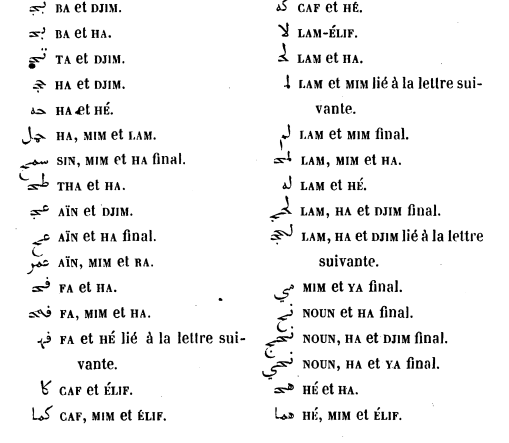
« Sélection de ligatures typographiques ». Principes de grammaire arabe, Glaire, 1861.

Les règles calligraphiques de l'alphabet arabe portent souvent sur les différences subtiles que doivent adopter les tracés des « squelettes » en fonction du contexte, pour améliorer la lisibilité du texte. Ces règles sont le résultat de siècles de tradition arabe et perse, qui ont progressivement créé les écoles de calligraphie arabe à partir de l'alphabet syriaque primitif. De telles règles permettent d'améliorer à la fois la lisibilité et l'élégance de la composition. 
La calligraphie étant une composante forte de la culture musulmane, ces règles esthétiques se sont opposées pendant près de cinq siècles à l'acceptabilité de l'imprimerie pour diffuser l'écrit arabe : les quelques essais en la matière, produits par des européens, étaient tellement étrangers au génie de la langue qu'ils étaient considérés comme illisibles par les lecteurs de culture musulmane,. La typographie arabe soignée, en effet, ne peut pas se réduire à l'impression de glyphes alignés, mais doit également tenir compte des modifications que chaque lettre doit subir en fonction de son contexte. Les planches présentant quelques formes de « ligatures arabes », que l'on trouve régulièrement dans les grammaires européennes, ne font que capturer une partie du problème, celle des variations de ductus, c'est-à-dire de la structure globale des glyphes ; mais sans aborder la question des légères variations contextuelles que ces glyphes doivent subir suivant leur entourage.
De nombreuses fontes modernes présentent ainsi un grand nombre de ligatures, mais il faut bien comprendre que ces glyphes composés constituent une solution typographique à un problème typographique, celui de rendre compte des variations de formes des lettres en fonction de leur contexte. Mais pour les alphabets européens, le problème ne se pose que pour une poignée de combinaisons, ce qui permet une approche analytique de la typographie. Pour l'alphabet arabe, au contraire, une même lettre peut prendre des apparences variées dans pratiquement n'importe quelle combinaison, suivant ce qu'il y a avant et après, et la question ne peut pas se réduire à quelques glyphes complémentaires.
Ainsi, la séquence bāʾ-sīn-ʿayn (بسع) peut facilement se confondre avec la séquence sīn-bāʾ-ʿayn (سبع), dans la mesure où le sīn en position liée se traduit par trois « dents », qui peuvent se confondre avec la « dent » unique d'une lettre de type bāʾ. Pour mieux différencier ces formes, la calligraphie —et donc, une typographie soignée— donnera au bāʾ une plus grande taille lorsqu'il est en position initiale, et le précèdera d'une connexion plus importante (allongement de la « Kashida ») lorsqu'il suit le sīn.

## Composition typographique classique

### Premières tentatives d'imprimerie

Ligature « ḥāʾ-ǧīm-ǧīm » (حجج) - norme manuscrite traditionnelle.
Ligature « ḥāʾ-ǧīm-ǧīm » (حجج) - type d'imprimerie ca 1900.
Ligature « ḥāʾ-ǧīm-ǧīm » (حجج) - forme d'imprimerie moderne.

Le problème de la ligature arabe est particulièrement évident dans une ligature de type « ḥāʾ-ǧīm-ǧīm », pour laquelle, dans la forme manuscrite, chaque caractère se traduit par une sorte de « Z » inversé, revenant sous la lettre précédente et démarrant à l'horizontale une nouvelle ligne d'écriture située en dessous de la précédente : la liaison d'une lettre à l'autre se fait dans ce cas « par le haut », et les lettres sont superposées plutôt qu'alignées. Dans une composition manuscrite, la règle est que dans ce cas, le dernier caractère de la série doit se placer sur la ligne de base de l'écriture courante, les caractères précédents étant par conséquent situés au-dessus, à des hauteurs variables suivant le nombre d'empilements impliqués.

Graphisme liée du nom du mois ذُو الحِجَّةُ (Vû elHij²@u), mois du pèlerinage.

De toute évidence, respecter cette contrainte rend la composition particulièrement complexe, parce qu'il n'est plus possible de composer en posant simplement des caractères sur une ligne de texte : si l'on respecte cette convention, les caractères ne sont plus simplement posés sur un composteur au fil du texte, mais doivent de plus être rehaussés de quantités variables en fonction de ce qui les suit. Et, dans ce cas, la position des éventuels diacritiques de l'alphabet arabe devient un casse-tête.
De ce fait, des tentatives intermédiaires ont été proposées dans les formes imprimées de la fin du XIXe siècle ou du début du XXe siècle, pour lesquelles ces ligatures « par le haut » étaient remplacées par des relèvements du rasm créant de manière artificielle une forme angulaire de liaison qui ne correspondait pas à une lettre de l'alphabet arabe. Mais de telles liaisons anguleuses, que l'on retrouve donc dans des anciens textes, étaient artificielles, et n'ont pas été retenues par la suite.
La liaison de ces lettres « par la queue » au lieu de « par le haut » a été introduite à la fin du XIXe siècle dans le dictionnaire arabe de Edward William Lane (1863), et a été généralement adoptée depuis, au point d'être devenue la norme graphique des alphabets arabes modernes.

### Conventions modernes d'imprimerie
La typographie standard de l'écriture arabe a finalement été fixée au Caire, au début du XXe siècle,. Cette décomposition de la fonte, Al-maṭābiʿ al-ʾamīriyyah, comprend quatre « casses » totalisant 470 caractères d'imprimerie,, et les règles de composition soignée qui en découlent sont encore utilisées de nos jours.
Pour mémoire, ces règles sont valables pour toutes les lettres présentant le même « squelette », indépendamment des diacritiques qui les différencient : les « lettres de type ḥāʾ » sont ǧīm (ج), ḥāʾ (ح) et ḫāʾ (خ), mais également toutes les lettres additionnelles de même type (· ڃ · ڄ · چ · ڿ · ڇ · ࢢ · ځ · ڂ · څ · ݗ · ݘ ·). Il en sera de même pour toutes les lettres de différents types. En revanche, les « squelettes » peuvent être différents suivant la position de la lettre (isolée, initiale, médiane ou finale), ce qui peut conduire à des règles différentes.
Un caractère de prolongement esthétique peut prolonger des caractères de type ḥāʾ (حـ), ṭāʾ (طــ), ʿayn (عــ ou ـعـ), fāʾ (فــ ou ـفـ), et les différentes formes de hāʾ (ه) ; il remplace alors une liaison simple en permettant une interruption du ductus.

#### Ligatures des lettres de typeBāʾ(ب)[5]

Ligature « bāʾ-ḥāʾ » isolée.

Ligature « bāʾ-hāʾ » initiale.

NB : quand ils sont en position initiale ou médiane, le nūn (نـ) et le yāʾ (يــ) forment une dent supérieure « de type bāʾ ».
Les caractères de type bāʾ (ب) liés à la lettre suivante prennent normalement la forme d'une simple « dent » (ـبـ), ornée ensuite de ses signes diacritiques. Les ligatures peuvent conduire à réduire cette « dent » à une simple courbure, notamment lorsque la liaison avec la lettre suivante se fait verticalement. De plus, suivant le contexte, la « dent » peut devoir être allongée, ou devoir être élargie, ou devoir se connecter par une liaison montant au-dessus de la ligne de base de l'écriture.
- Devant une lettre de type ḥāʾ (ـحـ), les lettres initiales de type bāʾ prennent une forme surélevée, et la « dent » qu'elles forment est arrondie.
- Après une lettre de type ha (ـحـ), les lettres médianes de type bāʾ prennent une forme plus élargie.
- Si une lettre de type sīn (ـس) est précédée ou suivie de caractères de type bāʾ, ou si trois caractères de type bāʾ se suivent, le caractère de type bāʾ médian prend une forme plus allongée en hauteur.
- Devant une lettre de type sīn (ـس), ṣād (ـص) ou ʿayn(ــع), ou ḥāʾ (ـه) ou wāw (ـو), une lettre initiale de type bāʾ prend une forme plus allongée en hauteur.
- Lorsqu'une lettre de type bāʾ (initial ou non) précède un hāʾ médian (ـهـ), ce dernier prend une forme en zigzag. Ces formes sont typographiquement des caractères ligatures.
- Lorsqu'une lettre de type bāʾ précède un mīm (ـم), il prend normalement une position supérieure, et sa « dent » se réduit en un arrondi.
- Derrière une lettre de type bāʾ, une lettre de forme yāʾ final (ـي) effectue sa liaison verticalement ; et la lettre de type bāʾ prend une forme arrondie quand elle est médiane. Typographiquement, ces couples de lettres (finales ou isolées) sont des ligatures.
- Devant une lettre de type rāʾ (ــر), le trait de liaison d'avec les lettres de type bāʾ se place à une hauteur plus élevée, et la lettre suivante prend une forme surélevée (NB: dans le style naskh ancien, cette ligature se fait de manière arrondie, supprimant à la fois la « dent » du bāʾ et celle du rāʾ).

#### Ligatures des lettres de typeḤāʾ(ح)[5]

Ligature initiale « mīm-ḥāʾ-bāʾ-bāʾ » montrant la forme initiale du mīm et la pointe arrondie du second bāʾ.

En typographie soignée, les lettres de type ḥāʾ (حـ) forment normalement une liaison verticale par le haut avec la lettre précédente ; elles prennent alors la forme d'un trait partant vers l'arrière, et les caractères précédents sont placés en position supérieure.
- Devant une lettre de type ḥāʾ, le mīm initial (مـ) prend une forme petite et surélevée.
- Devant une lettre de type ḥāʾ, les lettres initiales de type bāʾ (بـ) prennent une forme surélevée, et la « dent » qu'elles forment est arrondie.
- Lorsqu'une lettre de type sīn (ســ) ou ṣād (صـ) précède une lettre de type ḥāʾ en position supérieure, la « dent » terminant ces lettres prend de même une forme de liaison arrondie.
- Après une lettre de type ḥāʾ, les lettres médianes de type bāʾ (ــبـ) prennent une forme plus élargie.
- De même, si devant une lettre de type ḥāʾ il y a une ou deux lettres médianes de type bāʾ (ــبـ) en position supérieure, ces lettres prennent une forme plus élargie.

#### Ligatures des lettres de typeRāʾ(ر)[5]

Ligature « bāʾ-bāʾ-rāʾ » montrant la liaison plus élevée du second bāʾ.

NB : ces ligatures ne se forment qu'en forme finale avec les lettres précédentes (ــر) ; et dans ce type de position le nūn (ــن) suit les mêmes types de liaisons.
- Devant une lettre de type rāʾ, le trait de liaison avec les lettres de type bāʾ se place à une hauteur plus élevée, et la lettre suivante prend une forme surélevée (NB : dans le style naskh ancien, cette ligature se fait de manière arrondie, supprimant à la fois la « dent » du bāʾ et celle du rāʾ).

#### Ligatures des lettres de typeSīn(س)[5]
NB : dans les liaisons avec la lettre suivante, la « dent » de la forme ṣād (صـ) prend la même forme que la troisième « dent » de sīn (سـ). Suivant les ligatures, cette « dent » peut prendre une forme arrondie, lorsque la liaison avec la lettre suivante se fait verticalement ; elle peut également prendre une forme plus inclinée vers la droite.
Pour les besoins de la typographie, ces caractères sont disponibles dans une version sans « dent » finale, laquelle peut être construite indépendamment, ou constituer une ligature avec une lettre suivante. De même, les formes finales de ces caractères sont typographiquement décomposées en une forme sans « dent » et une boucle finale.
- Si une lettre de type sīn est précédée ou suivie de caractères de type bāʾ (ـبـ), le caractère de type bāʾ médian prend une forme plus allongée en hauteur.
- Devant une lettre de type sīn, une lettre initiale de type bāʾ (بــ) prend une forme plus allongée en hauteur.
- Lorsqu'une lettre de type sīn ou ṣād précède une lettre de type ḥāʾ (ـحـ) en position supérieure, la « dent » terminant ces lettres prend de même une forme de liaison arrondie.
- Lorsqu'une lettre de type sīn ou ṣād précède une lettre de type rāʾ (ـر), la « dent » terminant ces lettres prend une forme plus inclinée vers la droite.
- Lorsqu'une lettre de type sīn ou ṣād est suivie par la variante en zigzag du hāʾ médian (ـهـ), la « dent » terminant ces lettres fusionne avec la « dent » supérieure du hāʾ.
- Lorsqu'une lettre de type sīn ou ṣād est suivie par un mīm (ـم, final ou non) en liaison par le haut, la « dent » terminant ces lettres prend une forme arrondie, simple si la lettre antérieure est en position haute, et avec une double courbure sinon.

#### Ligatures de typeKāf(ـكـ)[5]

Ligature « ḥāʾ-lām-kāf » montrant la boucle fermée du ḥāʾ et le lām réduit.

- Lorsqu'une lettre de type lām (لـ) est suivie d'une lettre de type kāf médian, celui-ci prend une forme réduite.
- Derrière un kāf réduit on met une extension moyenne.

#### Ligatures des lettres de typeLām(ل)[5]
NB : Lām ne reçoit pas de signe diacritique, mais : (a) ses liaisons avec la lettre suivante sont de la même forme pour ṭāʾ (طـ) et ẓāʾ (ظـ) ; (b) les liaisons avec la lettre précédente sont de la même forme pour ʾalif (ـا).
- Devant une lettre de type lām, les lettres médianes de type ḥāʾ (حـ) prennent une forme dont la boucle est fermée à l'avant.
- Lorsqu'une lettre de type lām est suivie d'une lettre de type kāf médian (ـكـ), celui-ci prend une forme réduite.

#### Ligature deMīm(م)[5]
Lorsque la liaison avec un mīm suivant se fait par le haut, la boucle du mīm se réduit à un rebroussement. Cette liaison supérieure peut conduire à mettre les caractères qui précèdent en position supérieure ; alternativement, la liaison peut se faire par une double courbure, laissant les caractères qui précèdent en position basse. Sur le plan typographique, les formes finales liées du mīm sont formées par la superposition des formes liées et de la queue du mīm final.
- Devant une lettre de type ḥāʾ (حـ), le mīm initial (en position supérieure) prend une forme petite et surélevée.
- Devant un caractère de prolongement esthétique, le hāʾ médian (ـهـ) en zigzag, et le yāʾ (ـي), le mīm prend une forme plus petite.
- Derrière un caractère initial de type ḥāʾ (حـ), ʿayn (عـ), fāʾ (فـ), kāf (كـ), mīm (مـ) et hāʾ (هـ), la liaison avec le mīm suivant se fait par le haut. Typographiquement, le mīm initial suivi d'un mīm médian est une ligature.
- Lorsqu'une lettre de type sīn (سـ) ou ṣād (صـ) est suivie par un mīm (final ou non), la « dent » terminant ces lettres prend une forme arrondie, simple si la lettre antérieure est en position haute, et avec une double courbure sinon.
- Lorsqu'une lettre de type bāʾ (بـ) précède un mīm, il prend normalement une position supérieure, et sa « dent » se réduit en un arrondi. Cependant, s'il y a plus de deux lettres de ce type, ces lettres restent sur la ligne de base et la liaison se fait par une double courbure.

#### Justifications[5]
Pour les besoins de la justification, le ʾalif final peut prendre avec sa liaison une forme semi-allongée ou allongée ; le kāf peut prendre une forme élargie ; et des extensions de liaisons courtes, semi-larges et larges peuvent être intercalées entre les caractères liés. L'extension nécessaire à un mot est généralement insérée avant sa dernière lettre. S'il est nécessaire, pour remplir la ligne, une extension très large peut même être insérée derrière un caractère de type sīn. Mais il n'y a pas d'extension derrière un caractère isolé.
Lorsqu'une hamza (ء) doit suivre un caractère de type hāʾ ou de type yāʾ, celle-ci peut être placée au-dessus ou à côté de ces caractères.